# Mula (Múrcia)
Mula és un municipi de la Regió de Múrcia. Està format per les pedanies de Fuente Librilla, Yéchar, Los Baños de Mula, Puebla de Mula i Casas Nuevas. Limita al nord amb Calasparra, Cieza i Ricote, a l'est amb Campos del Río, Albudeite, Alcantarilla i Múrcia, al sud amb Librilla, Alhama de Murcia i Totana, a l'oest amb Bullas, Cehegín i Llorca i finalment al centre hi té el terme municipal de Pliego.
A prop del centre urbà hi ha el Castell dels Vélez, construït el segle xii.

## Administració
| Legislatura | Nom                     | Grup           |
| ----------- | ----------------------- | -------------- |
| 1979-1983   | Antonio Hernández Cava  | CDS            |
| 1983-1987   | Bibiano Imbernón García | PSOE           |
| 1987-1991   | Bibiano Imbernón García | PSOE           |
| 1991-1995   | Bibiano Imbernón García | PSOE           |
| 1995-1999   | José Iborra             | Partit Popular |
| 1999-2003   | José Iborra             | Partit Popular |
| 2003-2007   | José Iborra             | Partit Popular |
| 2007-2011   | Diego Cervantes         | PSOE           |
| 2011-       | José Iborra             | Partit Popular |